# Zjablikovo (metropolitana di Mosca)
Zjablikovo (in russo Зябликово?) è una stazione della Metropolitana di Mosca situata sulla Linea Ljublinsko-Dmitrovskaja, è stata inaugurata il 2 dicembre 2011.